# شقایق دریایی باشکوه
Heteractis magnifica که با نام‌های رایج شقایق دریایی باشکوه یا شقایق Ritteri نیز شناخته می‌شود، گونه‌ای از شقایق دریایی متعلق به خانواده Stichodactylidae بومی منطقه هند و اقیانوسیه است.